# Carlos Pérez Merinero
Carlos Pérez Merinero (Écija, província de Sevilla, 17 d'octubre de 1950 - Madrid, 29 de gener de 2012) va ser un novel·lista, poeta, guionista i director de cinema espanyol. Va destacar especialment com guionista de cinema i escriptor de novel·la negra.

## Biografia
Carlos Pérez Merinero va néixer en Écija (Sevilla) en 1950 però, amb dos anys, la professió del seu pare li va portar a Torre Mornau (Girona), posteriorment a Cordovilla la Real (Palència) i Jerez (Cadis). En aquesta última ciutat va romandre durant deu anys i allí va cursar el batxillerat. El 18 de juliol de 1966 va arribar a Madrid, ciutat en la qual va residir la resta de la seva vida i de la qual pràcticament no va tornar a sortir.
Mentre realitzava estudis de Ciències Econòmiques va participar activament en la vida cineclubista, va ser uns dels fundadors del cineclub ACOP i de la revista Peeping-Tom. Va publicar dos poemaris: Prohibido tomar el sol a los lagartos (1972), amb el qual va obtenir el Premi Calasanz amb un jurat format per José Manuel Caballero Bonald, Ángel García López, Manuel Ríos Ruiz i Eladio Cabañero, i Sol de atardecer que por el río te vas (1972).
Abans de llicenciar-se en Ciències Econòmiques per la Universitat Complutense de Madrid va escriure, al costat del seu germà David, diversos llibres sobre cinema; alguns d'ells es van signar sota el pseudònim de Marta Hernández (col·lectiu de crítics al qual va pertànyer).
En 1973 va començar a escriure guions en solitari, un d'ells (Juego de niños) va interessar al director José Ramón Larraz encara que no va arribar a realitzar-se per la seva forta càrrega eròtica, o en col·laboració amb Manuel Vidal Estévez. Dirigits per aquest últim es van realitzar Crónica exterior (1976) i Estación de Chamartín (1980).
Durant un breu període va treballar com a professor en el Real Centre Universitari María Cristina de l'Escorial impartint l'assignatura d'Hisenda Pública.
De 1981 a 2011 va publicar dotze novel·les, la majoria d'elles del gènere negre. Després de la publicació deDías de guardar en la mítica Col·lecció Negra de la Editorial Bruguera, el productor Pedro Costa va entrar en contacte amb ell i va requerir la seva col·laboració per a diferents projectes cinematogràfics i televisius.
Va participar en els guions de més d'una dotzena de pel·lícules i en els d'algunes sèries per a televisió.
En 1997 va dirigir, amb guió propi, el llargmetratge protagonitzat per Juan Diego, Paulina Gálvez i Aitor Merino Rincones del Paraíso; entre 2001 i 2003 la trilogia rodada en betacam Franco ha muerto. En 2011 realitzà en digital Otro cuento de Navidad el seu germà David inicia la Col·lecció Carlos Pérez Merinero que reuneix, en edicions no venals, la ingent obra (poemaris, novel·les, guions cinematogràfics, obres dramàtiques) que va deixar inèdita.
Amb posterioritat a la seva mort s'han reeditat Días de guardar (Ediciones Reino de Cordelia), Las reglas del juego (El Garaje Ediciones) i El ángel triste (Ediciones Vernacci), s'han publicat Cuentos completos (El Garaje Ediciones) amb il·lustracions d'Ion Arretxe i les novel·les La estrella de la fortuna (Ediciones Cuadernos del Laberinto) i La santa hermandad (El Garaje Ediciones).
A finals de 2017 s'ha publicat sota el títol Carlos Pérez Merinero: Obra póstuma (Editorial Amarante) un volum que recull les seves novel·les Salido de madre i La casa de todos.
Les seves cendres descansen en el cementiri d'Écija, ciutat on va néixer.

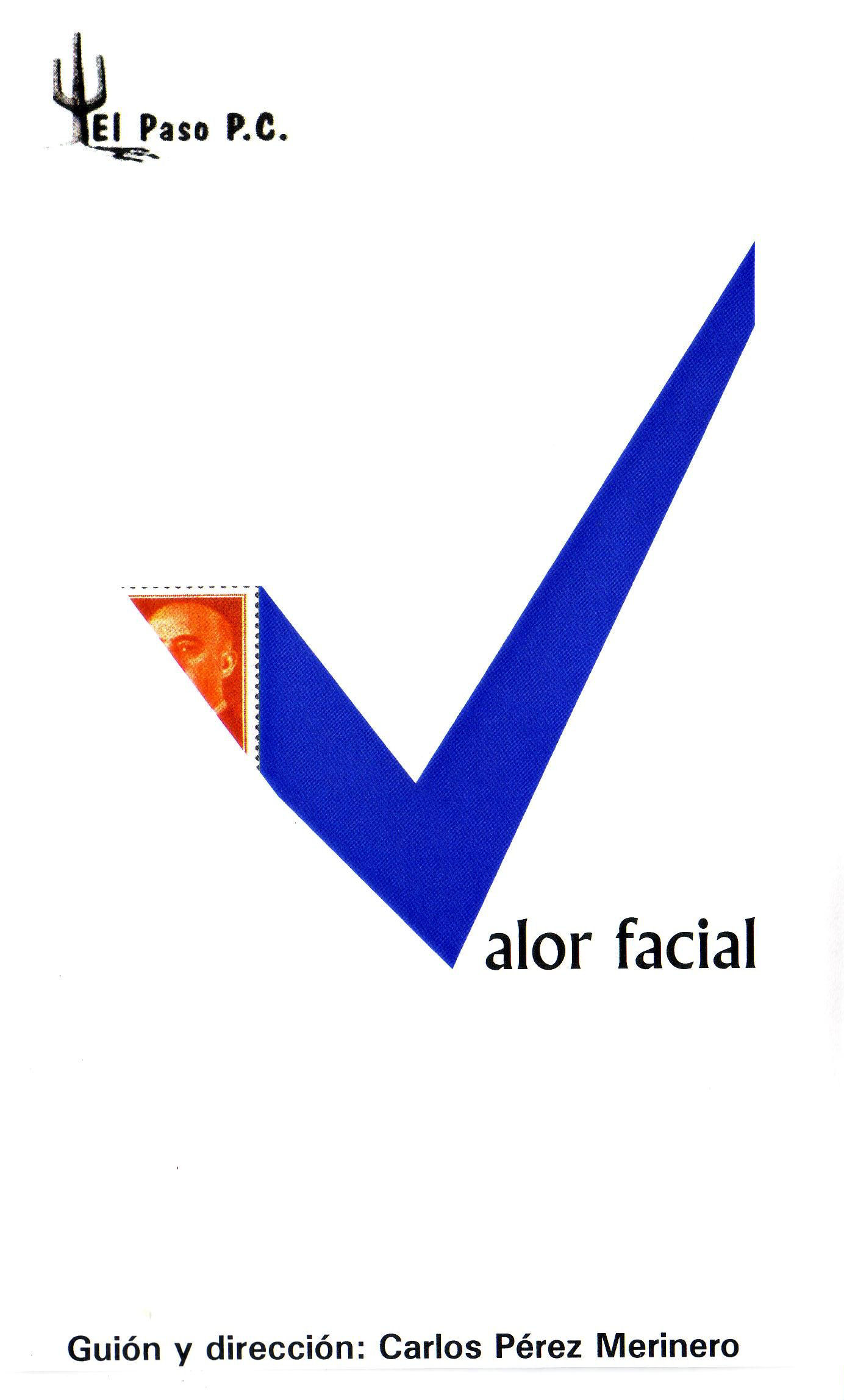
Valor facial

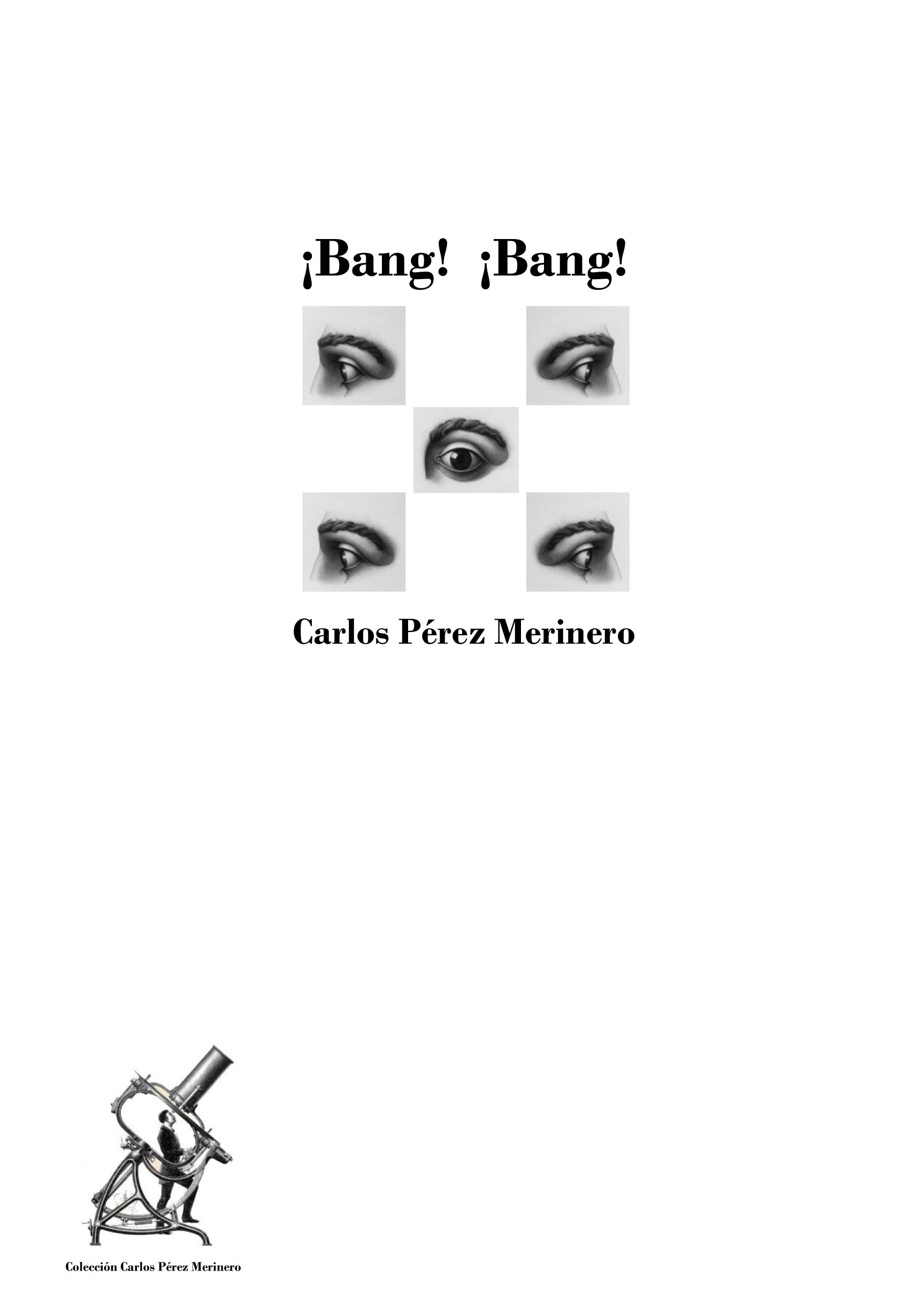
¡Bang! ¡Bang!. Novel·la

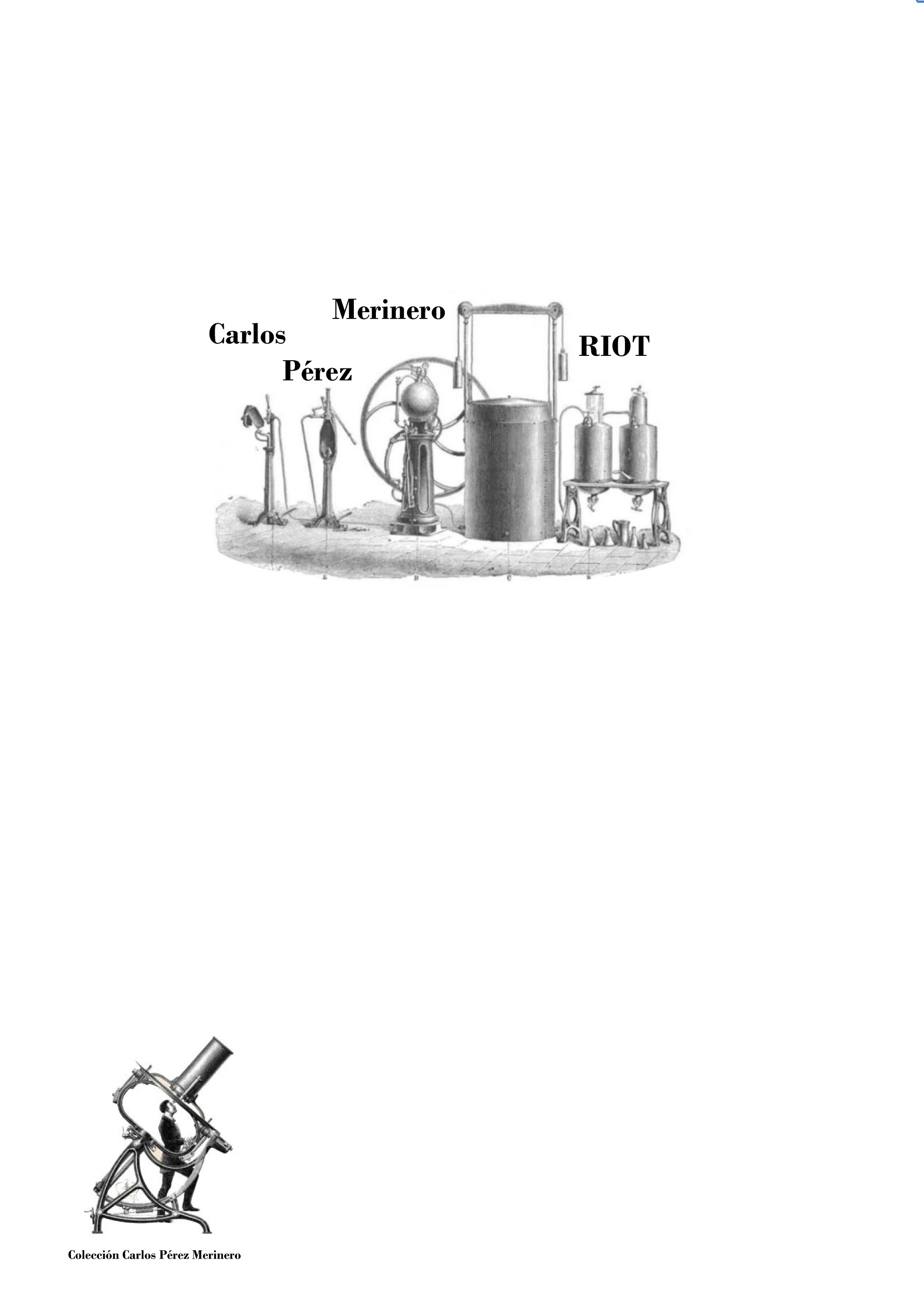
RIOT

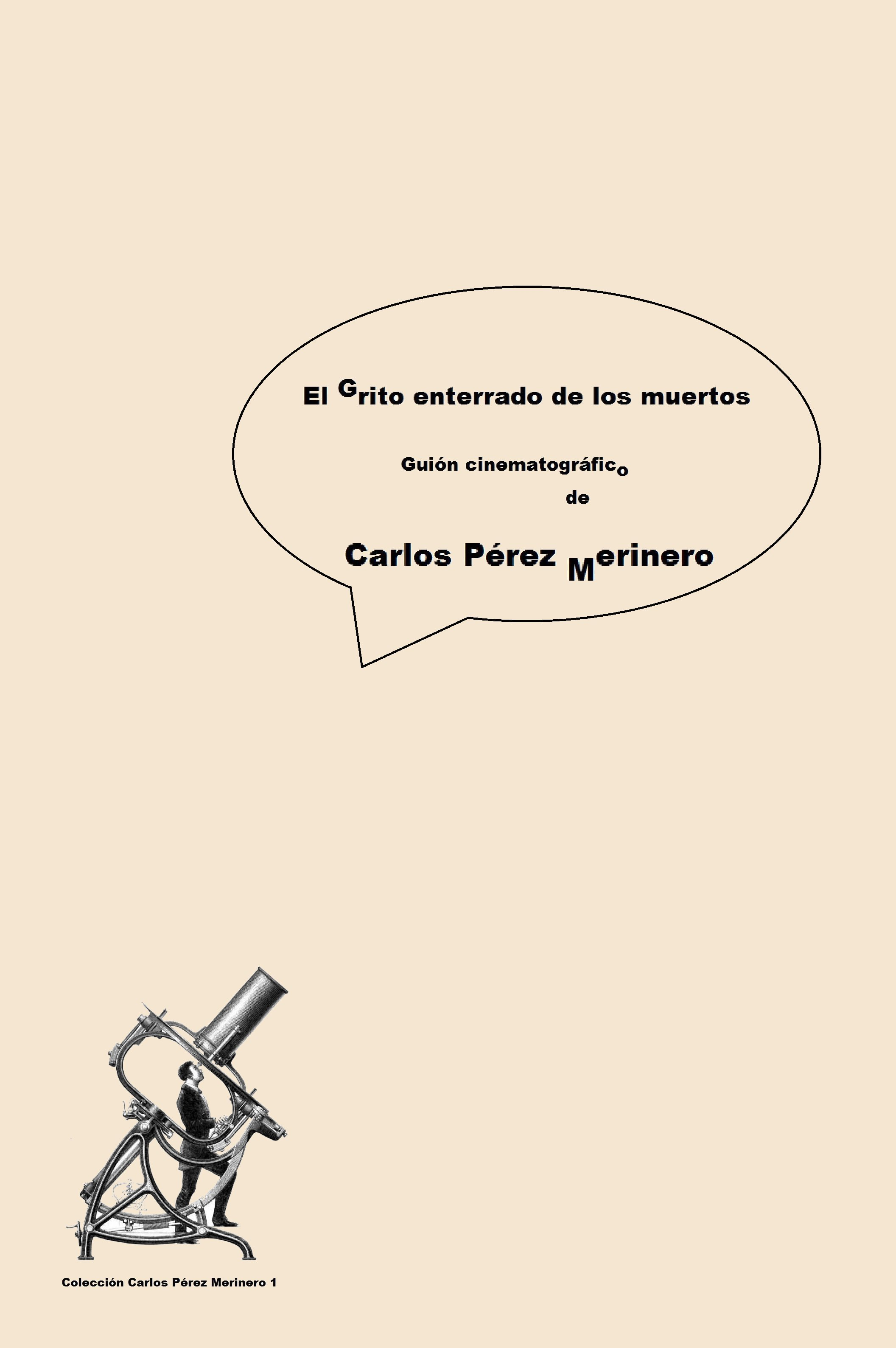
El grito enterrado de los muertos. Guió cinematogràfic

## Obra de Carlos Pérez Merinero

### Llibres sobre cinema
- Cine español: algunos materiales por derribo (1973)
- En pos del cinema (1974)
- Cine y control (1974)
- Del cinema como arma de clase (1975)
- Cine español: ida y vuelta (1976)
- Cine español: una reinterpretación (1976)

Colectivo Marta Hernández:
- El aparato cinematográfico español (1976)
- Treinta años de cine al alcance de todos los españoles (1976)

### Novel·les
- Días de guardar (1981)
- Las reglas del juego (1982)
- El ángel triste (1983)
- La mano armada (1986)
- El papel de víctima (1988)
- Llamando a las puertas del infierno (Premi Alfa 7 de novel·la policíaca, 1988)
- Las noches contadas (1990)
- Desgracias personales (1993)
- Razones para ser feliz (1995)
- Caras conocidas (2003)
- Sangre nuestra (2005)
- La niña que hacía llorar a la gente (2010)
- La estrella de la fortuna (2016)
- La santa hermandad (2017)
- Carlos Pérez Merinero: Obra póstuma (2018). Inclou les novel·les Salido de madre i La casa de todos.

### Poesia
- Prohibido tomar el sol a los lagartos (1972)
- Sol de atardecer que por el río te vas (1972)

### Relats publicats a revistes
- La rebelión del joder. Penthouse n. 64 (juliol de 1983)
- En legítima defensa. Penthouse n. 73 (abril de 1984)
- ¡Arre caballito! Penthouse n. 83 (febrer de 1985)
- Confesiones de un debutante. Penthouse n. 92 (novembre de 1985)
- Tener la negra. Penthouse n. 98 (maig de 1986)
- Copia del original. Interviú n. 533 (30 de juliol de 1986)
- Vida de burdel. Penthouse n. 106 (gener de 1987)
- Nuevos días, nuevas noches. Extra El Caso (juny de 1987)
- No se admiten flores. Penthouse n. 112 (juliol de 1987)
- Compañeros en el crimen. Semanal Diario 16 (15 de novembre de 1987)
- Dicen que la distancia es el olvido. Semanal Diario 16 (17 de gener de 1988)
- Ojo por diente. Penthouse n. 128 (novembre de 1988)
- Un cadáver de regalo. Semanal Diario 16 n. 389 (12 de març de 1989)
- Dicen que la distancia es el olvido. Enigma n. 8 (abril-juny 1988)

### Llibres col·lectius
- Encuentro en Praga. II Premi Alfambra (1983)
- Ciudad de San Sebastián. Premios 81 al 85. Cuentos (1984)
- Negro como la noche (1991)
- Historias de detectives (1998)
- 12 cuentos cruentos (2002)
- Daños colaterales (2002)
- La ciudad vestida de negro (2012)

### Colección Carlos Pérez Merinero
- El grito enterrado de los muertos (2013). Guió cinematogràfic. Pròleg: Ion Arretxe.
- ¡Bang! ¡Bang! (2013). Novel·la. Pròleg: M. Vidal Estévez.
- RIOT (2013). Text. Pròleg i epíleg de Javier Maqua.
- Señales de vida (2014). Guió cinematogràfic. Pròleg d'Augusto M. Torres
- El lugar de los hechos (2014). Obra dramàtica en tres actes. Pròleg de Jesús Vidal Villalba.
- El paisaje de los sueños (2014). Narracions. Pròleg de Juan Madrid.
- Otro cuento de Navidad (2014). Guió/DVD.
- La luna entre las manos (2015). Guió cinematogràfic. Pròleg de Ana Díez.
- Un ruido de fondo (2015). Obra en dos actos. Pròleg de Guillermo Heras.
- La tierra prometida (2015). Sèrie TV. Coautor i Pròleg: Manuel Vidal Estévez.
- Salido de madre (2016). Novel·la. Pròleg: Javier Barreiro.
- Las mujeres solas (2016). Obra dramàtica en cinc situacions. Pròleg: María Pazos Morán.
- Camino para caminantes (2016). Guió cinematogràfic. Coautor i Pròleg: Ion Arretxe.
- Tres corazones (2017). Novel·la. Pròleg: Fernando Millán Romeral.
- Temas de conversación (2017). Guió cinematogràfic. Coautor i Pròleg: Manuel Vidal Estévez.
- La vida que vivimos (2017). Guió cinematogràfic. Coautor: Ion Arretxe. Pròleg: Manuel Blanco Chivite. Il·lustracions: José Ángel Lopetegi.
- La enferma imaginaria (2017). Guió cinematogràfic. Pròleg: Montxo Armendáriz.
- 30 primaveras (2018). Obra dramàtica. Pròleg: Sandra Toral.
- Vidas paralelas (2018). Guió cinematogràfic. Pròleg: Juan Jesús Aguilar Osuna. Il·lustracions: Manuel Martín Morgado.
- Tinieblas (2018). Sèrie TV. Pròleg: Ignacio Oliva.
- La memoria de los sueños (2018). Guió cinematogràfic. Coautor: Manuel Vidal Estévez. Pròleg: Fernando Jiménez Molina.
- Ni aunque la muerte nos separe (2019). Guió cinematogràfic. Pròleg: Carles Balagué.
- Juego de niños (2019). Guió cinematogràfic. Pròleg: Juan Vilá.

### Filmografia
- Crónica exterior (1976). Argument i guió
- Estación de Chamartín (1981). Guió
- Bajo en nicotina (1984). Argument basat en la novel·la El ángel triste.
- El crimen de la calle Fuencarral (1985). Guió TV (sèrie La huella del crimen).
- El caso del procurador enamorado (1985). Guió TV (sèrie La huella del crimen).
- Cara de acelga (1986). Argument.
- Bueno y tierno como un ángel (1988). Argument basat en la novel·la El ángel triste.
- Amantes (1991). Argument y guió
- El crimen de Perpignan (1991) Guió TV (sèrie La huella del crimen).
- Compañeros en el crimen (1992). Guió TV (sèrie Crónicas del mal).
- La puerta del éxito (1992). Guió TV (sèrie Crónicas del mal).
- No habrá flores para los muertos (1992). Guió TV (sèrie Crónicas del mal).
- Matar el tiempo (1992). Argument. TV (sèrie Crónicas del mal).
- Mal de amores (1993). Argument i guió
- Dicen que el amor es algo maravilloso. Guió TV (sèrie negra).
- Rivelles (1994). Argument.
- Mala pata (1994). Guió TV (sèrie Habitación 503).
- Qué bello es soñar (1994). Guió TV (sèrie Habitación 503).
- Muñequita linda (1994). Guió TV (sèrie Habitación 503).
- El sexo de los ángeles Guió TV (sèrie Aquí hay negocio).
- Pingüinos S.L. (1995). Guió TV (sèrie Aquí hay negocio).
- Best-Seller (El premio) (1996). Argument basat en el relat Un cadáver de regalo (inclòs en el llibre col·lectiu Negro como la noche)
- Mirada líquida (1996). Guió
- Asunto interno (1996). Guió
- Todo está oscuro (1997). Guió
- Cuestión de suerte (1997). Guió
- Al límite (1997). Guió
- Rincones del paraíso (1997). Guió i direcció.
- La buena estrella (1997). Diàlegs.
- Valor facial (2001). Guió i direcció (Trilogía Franco ha muerto).
- Cuando todo esté en orden (2002). Guió
- Hoy toca lección de historia (2002). Guió i direcció (Trilogía Franco ha muerto).
- El esqueleto de Bergamín (2002). Direcció d'Ion Arretxe, Guió de C. Pérez Merinero
- El secreto del héroe (2003). Guió
- Digamos que fue entonces (2003). Guió i direcció (Trilogía Franco ha muerto).
- El ciclo Dreyer (2006). Guió
- Naranjo en flor (2008). Argument basat en la novel·la Desgracias personales.
- Otro cuento de Navidad (2011). Guió i direcció.